# اسلیپری راک یونیورسیتی (پنسیلوانیا)
اسلیپری راک یونیورسیتی (به انگلیسی: Slippery Rock University) یک منطقهٔ مسکونی در ایالات متحده آمریکا است که در شهرستان باتلر، پنسیلوانیا واقع شده‌است. اسلیپری راک یونیورسیتی ۱٫۴ کیلومتر مربع مساحت و ۱٬۸۹۸ نفر جمعیت دارد و ۳۹۴٫۱۱ متر بالاتر از سطح دریا واقع شده‌است.